# Gmina Iwaniska
Die Gmina Iwaniska ist eine Stadt-und-Land-Gemeinde im Powiat Opatowski der Woiwodschaft Heiligkreuz in Polen. Ihr Sitz ist die gleichnamige Stadt, die ihr zum 13. Januar 1870 entzogenes Stadtrecht zum 1. Januar 2022 zurückerhielt, mit etwa 1300 Einwohnern.

## Gliederung
Zur Stadt-und-Land-Gemeinde (gmina miejsko-wiejska) Iwaniska gehören folgende 27 Dörfer mit einem Schulzenamt (sołectwo):
Boduszów
Borków
Dziewiątle
Garbowice
Gryzikamień
Iwaniska
Jastrzębska Wola
Kamieniec
Kopiec
Kujawy
Krępa
Łopatno
Marianów
Mydłów
Nowa Łagowica
Przepiórów
Radwan
Skolankowska Wola
Stobiec
Stara Łagowica
Toporów
Tęcza
Ujazd
Wojnowice
Wzory
Wygiełzów
Zaldów
Weitere Orte der Gemeinde sind Planta, Sobiekurów, Haliszka, Zielonka, Kamienna Góra und Podzaldów.

## Persönlichkeiten
- Jan Chrapek (1948–2001), Bischof von Radom
- Mateusz Masternak (* 1987), Profiboxer; beide geboren in Iwaniska.